# Delphinium pergameneum
Delphinium pergameneum är en ranunkelväxtart som beskrevs av Wen Tsai Wang. Delphinium pergameneum ingår i släktet storriddarsporrar, och familjen ranunkelväxter. Inga underarter finns listade i Catalogue of Life.